# Quessigny
Quessigny är en kommun i departementet Eure i regionen Normandie i norra Frankrike. Kommunen ligger i kantonen Saint-André-de-l'Eure som tillhör arrondissementet Évreux. År 2018 hade Quessigny 138 invånare.

## Befolkningsutveckling
Antalet invånare i kommunen Quessigny
Referens:INSEE